# Grand cru
El término grand cru se utiliza en un contexto no oficial en los nombres de algunos productos, especialmente la cerveza, el chocolate, whiskey y coñac. Mientras que el término grand cru está bien definido en lo que respecta a los viñedos, su uso con respecto a otros productos no está regulado.

## Chocolate
En la década de 1980, los chocolateros franceses respondieron a la creciente competencia mundial por la creación de un nuevo mensaje de marketing con el objetivo de promover la "autenticidad" del chocolate francés. Algunos de los términos que se utilizan incluye "vintage" y "grand cru".

## Cerveza
Este término se ha utilizado para las cervezas en Bélgica, para indicar la versión más elaborada de una marca.